# Els perdedors (pel·lícula del 2010)
Els perdedors (The Losers) és una pel·lícula d'acció adaptació de la novel·la gràfica homònima d'Andy Diggle. Està dirigida per Sylvain White, i compta amb un repartiment coral encapçalat per Idris Elba, Jeffrey Dean Morgan, Chris Evans, Óscar Jaenada i Zoe Saldaña. Els perdedors va ser estrenada als Estats Units el 23 d'abril del 2010. Ha estat doblada al català.

## Argument
Els perdedors són un equip elit black-ops dels Estats Units en les Forces Especials, dirigit per Clay (Jeffrey Dean Morgan) i format per Roque (Idris Elba), Pooch (Columbus Short), Jensen (Chris Evans) i Cougar (Óscar Jaenada), que són enviats a Bolívia en una missió de recerca i destrucció d'un recinte dirigit per un senyor de la droga. Mentre preparaven un objectiu per a un atac aeri proper, els perdedors detecten nens esclaus en el complex i tracten de cancel·lar l'atac, però el seu superior, el nom en codi és "Max" (Jason Patric), fa cas omís de les seves súpliques.
Sense cap altra opció, els perdedors entren al recinte, aconsegueixen rescatar els nens i matar el cap de la droga en el procés. Quan arriba un helicòpter per recollir-los decideixen deixar que muntin primer els nens, Max, convençut que els perdedors saben massa, mana enderrocar l'helicòpter per matar-los, sense saber que ells van decidir rescatar els nens primer. Els perdedors veuen com un míssil destrueix l'helicòpter i mata 25 persones innocents. Sabent que l'atac estava destinat a matar-los, fan veure la seva mort i queden encallats a Bolívia, decidits a venjar-se el misteriós Max.
Quatre mesos més tard, Clay és arribat per Aisha (Zoe Saldana), una misteriosa dona que li ofereix l'oportunitat de matar Max, de qui ella vol venjar-se. Clay accepta i Aisha s'encarrega que els perdedors puguin tornar als Estats Units, on procedeixen a atacar un comboi que suposadament portava a Max, només per descobrir que van ser enganyats per Aisha per robar un disc dur amb els secrets de Max.
Incapaços d'accedir als arxius, Jensen s'infiltra en l'empresa que va fer la unitat i li roba un algoritme que li permet desxifrar el codi, descobrint que la unitat conté crèdits per a una transferència de $ 400 milions en nom de Max, que va rebre per la venda de "Snukes" - bombes ecològiques amb la potència d'una ogiva nuclear, però sense la radiació - als terroristes internacionals. Seguint el flux de diners al port internacional de Los Angeles, que els perdedors dedueixen és la base de Max, un pla és format per atacar la base i matar Max.
Mentre estudia el disc, Jensen descobreix que la seva missió a Bolívia era una tapadora perquè Max pogués robar els diners del capo de la droga, i que Aisha és la filla del capo, tractant de recuperar el que Max li va robar. Després que el seu tapadora és descoberta, Aixa dispara Jensen i s'escapa. Creient que podria trair-los, els perdedors decideixen accelerar el seu atac a la base de Max, només per ser traït per Roque i capturat per Max i la seva mà dreta i cap de seguretat, Wade (Holt McCallany).
Quan els perdedors estan sent alineats per a la seva execució, Aixa torna i ataca per sorpresa a l'equip de Max. En la lluita, Clay confirma que ell va matar el pare d'Aixa. Roque intenta robar el plànol de Max, carregat amb els seus diners, i tracta d'escapar. El jet de Roque es dirigeix a la pista, Wade pren una motocicleta i va després d'ell per recuperar els diners de Max. Cougar dispara el motor de la moto, causant que Wade es precipiti en el motor de l'avió i la motocicleta en flames caigui dins de la cabina, que explota, matant a Roc.
Jensen, Cougar i Aixa ajuda a Pooch, a qui un dels guàrdies de seguretat de Max li ha disparat a les dues cames, Clay persegueix a Max fins a una grua, on Max diu que ha activat un Snuke que va a destruir a Los Angeles, i Clay tindrà a triar entre la desactivació del dispositiu o matar Max. Clay escull la desactivació i Max escapa, però Clay afirma que ara sap com llueix Max i que aviat el trobarà.
Poc després, els perdedors ajuden a Pooch a arribar a l'hospital on la seva dona embarassada està donant a llum al seu fill i assisteixen al partit de futbol de la neboda de 8 anys de Jensen.

## Repartiment
- Jeffrey Dean Morgan com el Coronel Franklin Clay.
- Idris Elba com el Capità William James Roc.
- Zoe Saldana com Aixa al-Fadhil.
- Chris Evans com Jake Jensen
- Columbus Short com el Sergent Linwood 'Pooch' Porteous.
- Óscar Jaenada com el Sergent Carlos 'Cougar' Alvarez.
- Jason Patric com Max.

## Producció

### Desenvolupament
El 2007 va ser anunciada l'adaptació, amb un guió de Peter Berg i James Vanderbilt, per a ser dirigida per Tim Story i distribuïda per Warner Bros. A l'octubre de 2008 Variety va anunciar que Sylvain White reemplaçaria a Story, amb Dark Castle Entertainment al comandament de la producció.
Al febrer de 2009, es va anunciar que Jeffrey Dean Morgan lideraria el repartiment, interpretant a Clay. El març de 2009, es va confirmar que Columbus Short seria Pooch, Idris Elba interpretaria a Roque i Zoe Saldana actuaria com Aixa, Chris Evans com Jensen i l'espanyol Óscar Jaenada donant vida a Cougar. L'agost de 2009, es va tancar el repartiment principal amb la contractació de Jason Patric com Max.

### Rodatge
El rodatge va començar a Puerto Rico, al juliol de 2009. Totes les escenes, incloent les de Bolívia, Miami i Dubai van ser rodades en diversos pobles de l'illa de Puerto Rico.

## Llançament
El juny de 2009, Warner Bros va llançar com a data prevista d'estrena el 9 d'abril de 2010. Posteriorment va ser retardada al 4 de juny de 2010, per un altre cop avançar-la al 23 d'abril. El tràiler va ser llançat el 29 de gener de 2010, i es va poder veure als cinemes.